# Drew McMaster
Drew McMaster, wł. Andrew Emlyn McMaster (ur. 10 maja 1957 w Edynburgu) – brytyjski lekkoatleta, sprinter,  mistrz igrzysk Wspólnoty Narodów, olimpijczyk.

## Kariera sportowa
Na igrzyskach Wspólnoty Narodów reprezentował Szkocję, a na pozostałych dużych imprezach międzynarodowych Wielką Brytanię.
Zdobył złoty medal w sztafecie 4 × 100 metrów (sztafeta Szkocji biegła w składzie: Allan Wells, David Jenkins, Cameron Sharp i McMaster), a także odpadł w ćwierćfinałach biegu na 100 metrów i biegu na 200 metrów na igrzyskach Wspólnoty Narodów w 1978 w Edmonton. Zajął 4. miejsce w sztafecie 4 × 100 metrów (w składzie: Mike McFarlane, Wells, Sharp i McMaster) oraz odpadł w ćwierćfinale biegu na 100 metrów na igrzyskach olimpijskich w 1980 w Moskwie.
Na igrzyskach Wspólnoty Narodów w 1982 w Brisbane wywalczył brązowy medal w sztafecie 4 × 100 metrów (w składzie: Gus McCuaig, Wells, Sharp i McMaster) oraz zajął 7. miejsce w finale biegu na 100 metrów). Odpadł w półfinale sztafety 4 × 100 metrów na mistrzostwach świata w 1983 w Helsinkach.
McMaster był brązowym medalistą mistrzostw Wielkiej Brytanii (AAA) w biegu na 100 metrów w 1981, a także halowym mistrzem w biegu na 200 metrów w 1976. Był również wicemistrzem UK Championships w biegu na 100 metrów w 1978 i 1980 oraz w biegu na 200 metrów w 1980, a także brązowym medalistą w biegu na 200 metrów w 1978. Był mistrzem Szkocji w biegu na 100 metrów w 1981 i 1982 oraz w biegu na 200 metrów w latach 1976–1978.
Trzykrotnie poprawiał rekord Wielkiej Brytanii w sztafecie 4 × 100 metrów do wyniku 38,62 s uzyskanego 1 sierpnia 1980 w Moskwie.

## Rekordy życiowe
Rekordy życiowe McMastera:
- bieg na 100 metrów – 10,34 s (9 lipca 1983, Antrim)
- bieg na 200 metrów – 20,77 s (9 lipca 1983, Antrim)